# 검술

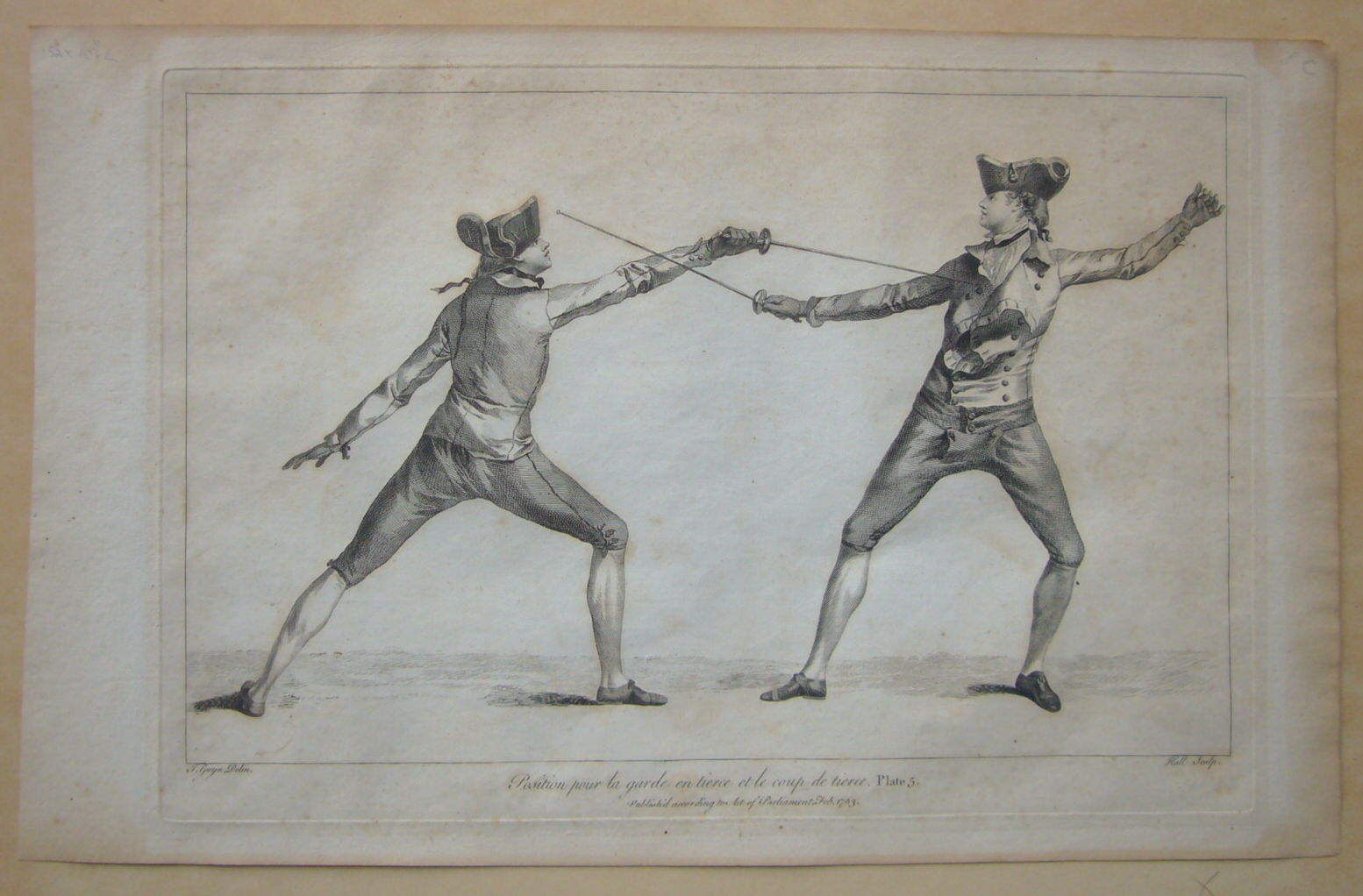
도메니코 안젤로의 1763년 펜싱 프린트

검술(劍術)은 검을 사용하여 무술을 하는 것을 일컫는다.

## 아시아

### 한국
- 검도
- 해동검도
- 펜싱

## 같이 보기
- 창술